# Корейська угода про перемир'я
Корейська угода про перемир'я (кор. 한국휴전협정, кит.: 朝鮮停戰協定) — перемир'я, яке призвело до повного припинення бойових дій під час Корейської війни. Договір підписали генерал-лейтенант армії США Вільям Гаррісон молодший, який представляв командування ООН, північнокорейський генерал Нам Іл, який представляв Корейську народну армію, і Китайську народну добровольчу армію. Перемир'я було підписано 27 липня 1953 року, і було покликане «забезпечити повне припинення бойових дій та всіх актів збройних сил в Кореї до досягнення остаточного мирного врегулювання».
Під час Женевської конференції 1954 року прем'єр-міністр Китаю та міністр закордонних справ Чжоу Еньлай запропонували врегулювати ситуацію на Корейському півострові шляхом підписання мирного договору. Однак, державний секретар США Джон Фостер Даллес не був уповноважений підписувати подібні договори. Як наслідок, остаточного мирового врегулювання так і не було досягнуто. Підписане перемир'я встановило Корейську демілітаризовану зону (DMZ), фактично новий кордон між двома країнами, ввело в дію припинення вогню та завершило репатріацію військовополонених. DMZ проходить близько 38-ї паралелі і відокремлює Північну та Південну Кореї з моменту підписання Корейської угоди про перемир'я у 1953 році.
Південна Корея ніколи не підписувала угоди про перемир'я, через відмову президента Лі Синмана прийняти відсутність можливості об'єднання Кореї силою. Китай нормалізував відносини і підписав мирний договір з Південною Кореєю у 1992 році. У 1994 році Китай відійшов від Комісії військового перемир'я, фактично залишивши Північну Корею і Командування ООН як єдиних учасників угоди про перемир'я. У 2011 році Південна Корея заявила, що Північна Корея порушила перемир'я 221 раз.